# Сіверський Донець
Сі́верський Доне́ць (також Діне́ць) — річка півдня Східноєвропейської рівнини, що тече через Бєлгородську область Росії, Харківську, Донецьку й Луганську області України, і Ростовську область Росії; права й найбільша притока Дону. Головна водна артерія сходу України.

## Дослідники річки
Дослідженням річки займався радянський гідротехнік Пузиревський Нестор Платонович і багато інших природознавців.
- див. Дослідники природи Сходу України

Гідрологічний контроль і керування станом поверхневих вод водойм басейну Сіверського Дінця здійснює Сіверсько-Донецьке басейнове управління водних ресурсів (СДБУВР) Державного агентства водних ресурсів України.

## Назва та етимологія
Відомі назви річки:
- Танаїс
- Малий Дон
- Донець[2][3]
- Сіверський Донець[3][4][5][6]
- Північний Донець[7]

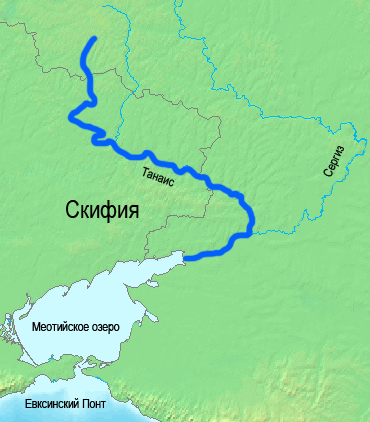
Назви басейну у працях давньогрецьких дослідників: Танаїс впадав у Меотіс (Μαιῶτις)

Назву річка отримала через те, що текла з Сіверського князівства, на відміну від витоків Дону, про що і пише мандрівник XVI століття Алессандро Ґваньїні: «Є також інший Дон, менша річка, котра бере свій початок у Сіверському князівстві, а називається — Сіверський Донець. Ця річка вище від Азова впадає у великий Дон».

## Фізіографія
Сіверський Донець — найбільша річка сходу України й найбільша притока Дону. Загальна протяжність річки становить 1053 км, а в межах України — близько 718 км, площа басейну 98 900 км², середня річна витрата при впаданні до Дону — 200 м³/сек.
Сіверський Донець бере початок на Середньоруській височині, біля села Подольхи в Прохоровському районі Бєлгородської області Росії. Координати джерела 51°00′ пн. ш. 36°59′ сх. д. / 51.000° пн. ш. 36.983° сх. д., висота джерела близько 200 м над рівнем моря. У басейні Сіверського Дінця понад 3000 річок, з яких 425 мають довжину понад 10 км, і 11 річок понад 100 км. Понад тисяча з них безпосередньо впадає в Сіверський Донець. Живлення Сіверського Дінця переважно снігове, тому витрата води протягом року нерівномірна. Весняна повінь займає близько 2 місяців з лютого по квітень, у цей період вода підіймається на 3—8 м.
Ширина русла в основному коливається від 30 до 70 м, інколи досягаючи 100—200 м, а в зоні водосховищ — 4 км. Дно русла переважно піщане, нерівне, зі змінною глибини від 0,3 м на перекатах до 10 м на плесах. Річка взимку замерзає з поверхневою товщиною льоду від 20 до 50 см. Період замерзання зазвичай становить два-три місяці з середини грудня по кінець березня.
Сіверський Донець впадає до Дону за 218 км від його гирла, поблизу смт Усть-Донецьке, на висоті 5,5 м над рівнем моря. Таким чином падіння річки становить 195 м, середній ухил 0,18 м/км. Швидкість течії Сіверського Дінця невелика, від 0,15 м/c поблизу Чугуєва до 1,41 м/с у Лисичанську, на деяких ділянках майже нульова.
На більшій частині течії річка має широку долину: від 8—10 км у верхів'ях до 20—26 км у нижній течії. Долина здебільшого асиметрична. Правий берег високий (інколи зустрічаються крейдяні скелі), дуже розчленований ярами, лівий пологий, у нього розміщується заплава з чисельними старицями, озерами і болотами, найбільше з яких озеро Лиман. Русло річки відрізняється звивистістю, особливо до впадіння річки Оскіл. На річці (у верхній і середній течії) багато перекатів, бистрин, невеликих поріжків, завалів.
У верхній течії (до міста Бєлгорода) перекритий греблями і складається з декількох невеликих водосховищ. Нижче, після впадіння річки Вовча розташовано Печенізьке водосховище, що забезпечує водою місто Харків.
Нижче за Печенізьке водосховище до Дінця впадають річка Уди і найбільша притока Сіверського Дінця — Оскіл. Далі долина розширюється, в заплаві багато стариць. У середній течії Сіверський Донець підживлюється водами річки Дніпро через канал Дніпро — Донбас, а нижче відгалужується канал Сіверський Донець — Донбас, що забезпечує водою Донецький вугільний басейн. У районі Донецька (Ростовська область) річка перетинає Донецький кряж і тече у вузькій долині з крутими і скелястими схилами. У нижній течії впродовж 230 км річка шлюзується, відрізняється слабкою течією і переважною шириною 100—200 м. Поблизу гирла річка розбивається на три рукави.

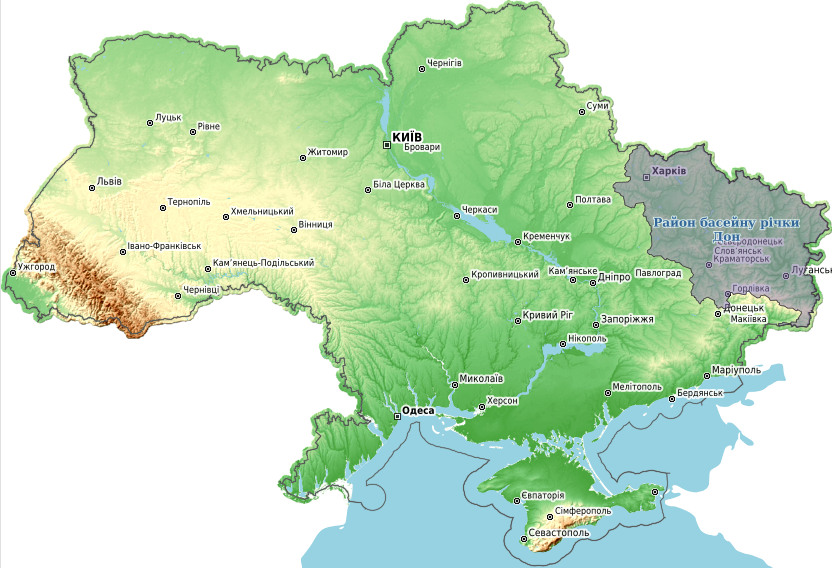
Водозбірний басейн Сіверського Дінця на території України
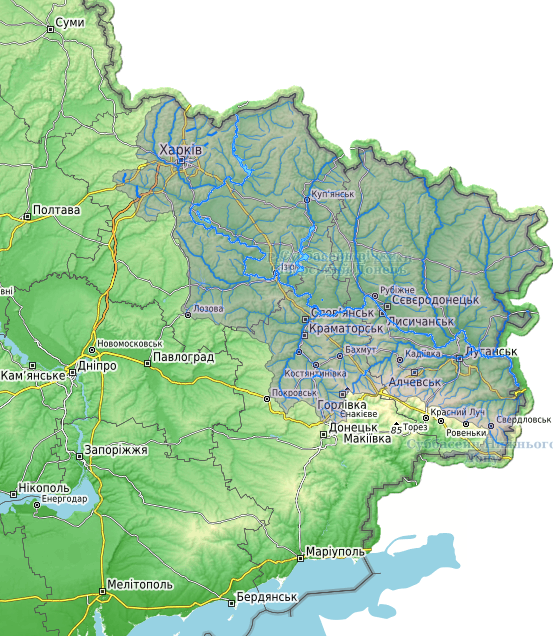
Річкова мережа Сіверського Дінця на території України
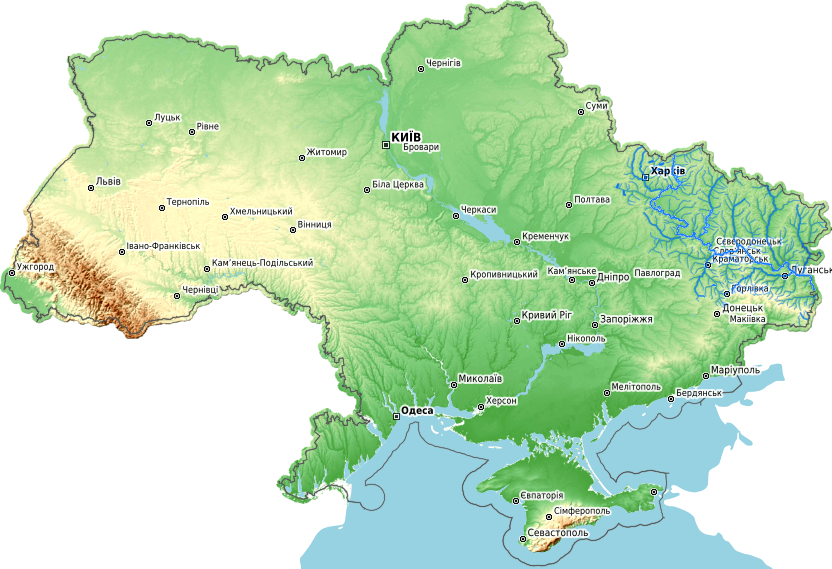
Річкова мережа приток Дону на території України

## Важливі об'єкти на Сіверському Дінці (від джерела до гирла)
| Держава | Область      | Відст. від гирла, км | Відст. від джерела, км | Назва                                | Тип             | Примітки                                    |
| ------- | ------------ | -------------------- | ---------------------- | ------------------------------------ | --------------- | ------------------------------------------- |
| Росія   | Бєлгородська | 1053                 | 0                      |                                      | витік (джерело) | біля с. Подольхи Прохоровського р-ну        |
| Росія   | Бєлгородська | 990                  | 63                     | Бєлгород                             | місто           |                                             |
| Росія   | Бєлгородська | 990                  | 63                     | Бєлгородське водосховище             |                 |                                             |
| Україна | Харківська   | 940                  | 113                    | Печенізьке водосховище               |                 |                                             |
| Україна | Харківська   | 874                  | 179                    | Печеніги                             | селище          | ← середньорічн. витрата 24,5 м³/сек         |
| Україна | Харківська   | 837                  | 216                    | Чугуїв                               | місто           | ← середньорічн. витрата 20,5 м³/сек         |
| Україна | Харківська   | 634                  | 419                    | річка Берека і канал Дніпро — Донбас | права притока   | довжина 102 км, сточище 2680 км²            |
| Україна | Харківська   | 600                  | 453                    | Ізюм                                 | місто           | ← середньорічн. витрата 52 м³/сек           |
| Україна | Харківська   | 580                  | 473                    | Оскіл                                | ліва притока    | довжина 436 км, сточище 14 680 км²          |
| Україна | Донецька     | 518                  | 535                    | Райгородок                           | селище          | ← початок каналу Сіверський Донець — Донбас |
| Україна | Донецька     | 516                  | 537                    | Казенний Торець                      | права притока   | довжина 129 км, сточище 5410 км²            |
| Україна | Луганська    | 482                  | 571                    | Рубіжне                              | місто           |                                             |
| Україна | Луганська    | 432                  | 621                    | Лисичанськ                           | місто           | ← середньорічн. витрата 106 м³/с            |
| Україна | Луганська    | 430                  | 623                    | Сіверськодонецьк                     | місто           |                                             |
| Україна | Луганська    | 306                  | 747                    | Луганськ                             | місто           |                                             |
| Росія   | Ростовська   | 222                  | 831                    | Донецьк                              | місто           | ← початок судноплавної зони                 |
| Росія   | Ростовська   | 197                  | 856                    | Каменськ-Шахтинський                 | місто           | ← середньорічн. витрата 159 м³/с            |
| Росія   | Ростовська   | 0                    | 1053                   |                                      | гирло           | за 218 км від гирла Дону.                   |

Примітки до таблиці:

### Рекреація
Сіверський Донець також є важливим місцем відпочинку для жителів Бєлгородської (Російська Федерація), Харківської та Донецької областей через що уздовж його берегів розмістилось багато баз відпочинку різноманітних типів. Найбільш відомим рекреаційним об′єктом є село Коробів Хутір, яке раніше називалось Коробові Хутори, розташоване біля міста Зміїв Харківської області. Воно здобуло славу завдяки унікальним природним умовам, різноманітним культурним та історичним пам′яткам, а також розвиненій інфраструктурі європейського рівня. У розташованих далі селах знаходяться популярні пляжі, що відвідуються як місцевими жителями, так і гостями з інших селищ та міст, і санаторії, де проводять дієві лікування та профілактику багатьох захворювань, у тому числі шлунково-кишкового тракту, нервової та дихальної систем. Взагалі відрізок від Змієва до Ізюма є одним із найпопулярніших рекреаційних регіонів Східної України, потенціал якого не розкривається через недостатній розвиток транспортної інфраструктури та брак фінансування.

## Історія
Сіверський Донець відігравав важливу роль в житті давньої людини. Річка не тільки служила джерелом води і їжі, але пізніше засобом пересування, захисним кордоном і торговим шляхом. Крім цього, до виникнення картографії річки служили природними рубежами розселення племен і народів. Люди селилися на території басейну Сіверського Дінця з давніх часів.

### Кам'яна доба

#### Палеоліт
Перші археологічні свідчення належать до шельської і ашельської епох раннього палеоліту. Кам'яні знаряддя (рубила), пов'язані з цими епохами, виявлені дослідниками на берегах Сіверського Дінця в Ізюмському районі Харківської області, в Луганській області.

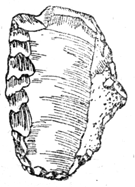
Мустьєрське рубило (село Красний Яр, Луганської області)

Однак перші виявлені стоянки людей в басейні Дінця припадають на мустьєрську епоху середнього палеоліту. Досліджено кілька таких стоянок у Луганській і Ростовській областях. У басейні Сіверського Дінця відома ціла низка археологічних пам'яток пізнього палеоліту. Такі стоянки виявлено близько Балаклеї, на південь від Ізюма, на північ від Луганська і в нижній течії річки в Ростовській області. На цих стоянках виявлені крем'яні знаряддя і вироби з кісток. Наприклад, поблизу села Щурівка Балаклійського району знайдені такі знаряддя разом з кістками мамонта. Добре досліджена[джерело?] Міньєвська стоянка поблизу села Богородичного у Слов'янському районі Донецької області, що належить до Мадленської епохи палеоліту. В цілому, за археологічними даними, до кінця палеоліту велика частина басейну Сіверського Дінця вже була населена первісними людьми.

#### Мезоліт
Дослідники виявили безліч мезолітичних стоянок в басейні Сіверського Дінця. Найвища щільність у середній течії від Ізюма до Луганська. Всі мезолітичні стоянки мають характерні особливості (численні призматичні нуклеуси, свідоцтва полювання на диких коней тощо), що свідчить про етнічну однорідність племен, що мешкали в басейні. У мезолітичних стоянках виявлені найдавніші прикраси басейну, зроблені з молюсків Чорного моря, пофарбованих червоною вохрою. Це, зокрема, свідчить про контакти цих племен з людьми, що населяли південну Україну.

#### Неоліт
Майже всі неолітичні поселення басейну також були розташовані вздовж берегів Сіверського Дінця та його приток. Виявлено археологічні свідчення одомашнення бика, в гирлі річки Оскіл виявлений найдавніший човен, видовбаний зі стовбура дерева. Виникає характерна для центральної України гребенчато-накольчата кераміка. Деякі дослідники вважають, що схожість неолітичних пам'яток Сіверського Дінця і одночасних пам'яток на території Полтавської, Чернігівської, Київської, Черкаської, Запорізької та Волинської областей дозволяє об'єднати всі ці неолітичні пам'ятки в одну дніпро-донецьку культуру.

Зразки неолітичної кераміки, Харківська область
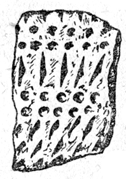
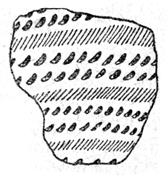
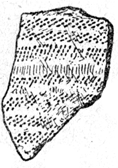

### Енеоліт

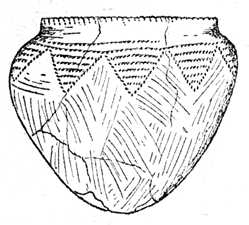
Горщик давньоямної культури, знайдений поблизу Ізюма

За часів енеоліту відбувається культурне відділення басейну Сіверського Дінця від Центральної України. У той час, коли в басейні Дніпра, Ворскли і на північному заході України розвивається трипільська культура, в басейні Сіверського Дінця мешкали племена середньостогівської культури. Наприклад, на відміну від трипільської культури, яка була переважно землеробською, середньостогівська і багато наступних культур басейну Дінця були переважно скотарськими. Це дає підстави більшості дослідників виключити басейн Сіверського Дінця із зони зародження слов'янських племен. Однак існує протилежна думка, що базується переважно на схожості племен епохи неоліту.

### Бронзова доба
У ранню бронзову епоху, у III тис. до н. е., в басейні Сіверського Дінця мешкали скотарські племена давньоямної культури. Ямна культура, вперше виділена в Ізюмському повіті Харківської губернії, характерна специфічними похованнями з використанням вохри як барвника. Ці поховання здійснювалися у простих прямокутних ямах, перекритих колодами чи плахами, над ними споруджувалися насипи курганів. Кургани саме цієї культури вважаються найдавнішими у світі. Давньоямна культура була поширена значно ширше басейну Сіверського Дінця: вона поширювалася на південь — до передгір'я Криму, на схід — до Волги.
З кінця III тисячоліття до н. е. в басейні Сіверського Дінця мешкали племена катакомбної культури. Катакомбна культура розвивалася на основі давньоямної, охоплювала подібну територію. Існують археологічні свідчення самостійного виплавлення міді племенами катакомбної культури, які використовували мідні родовища Донецької області. З середини II тисячоліття до н. е. в басейні Сіверського Дінця катакомбна культура змінюється зрубною, яка зародилася на території Поволжя.
З VII століття до н. е. на основі зрубної культури формується скіфська. Скіфи займалися кочовим скотарством і залишили трохи археологічних пам'яток. Переважно це поховання у вигляді курганів, в яких знайдено безліч характерних виробів з бронзи. З VII століття до н. е. весь басейн Сіверського Дінця — «скіфська» територія.
З цього ж часу з'являються перші письмові джерела про басейн Сіверського Дінця. Геродот неодноразово згадує Сіверський Донець і скіфів в «Історії». Проте як у Геродота, так і згодом в руських літописах з назвами Дон і Донець систематично виникає плутанина. Бо, мабуть, тоді часто вважали основною річкою Сіверський Донець разом з 218-кілометровою ділянкою Дону до впадання в Азовське море, а сам Дон лише її притокою. Таким чином, Сіверським Дінцем іноді (помилково) вважається Сіргіс (дав.-гр. Σύργις), а іноді Танаїс (дав.-гр. Τάναϊς). Назви Дон, Донець і Танаїс за поширеною версією походять від скіфського (давньоіранського) «дану» — річка. Прихильники слов'янського заселення басейну наводять іншу етимологію від імені слов'янського божества «Дана-Тана».
Див. також статті Дон, Скіфи.

Кераміка зрубної культури, р. Оскіл
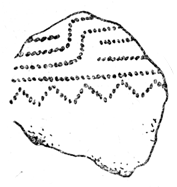
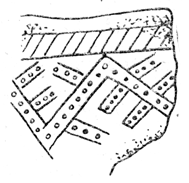
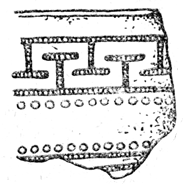

#### Козацькі поселення
- Див. також Козацтво

З XV — XVI століть почалася поступова міграція слов'янського населення. Переважно це були українські воїни (козаки). Спочатку козацькі поселення в Дикому полі були самостійними, мали власні органи самоврядування та обирали гетьманів і воєвод. Козаки часто здійснювали здобичницькі набіги на татар і турків, воювали з Кримським ханством. З кінця XVI століття з будівництвом Бєлгородської засічної риси у верхів'ях річки створюються поміщицькі володіння і поселення стрільців, пушкарів і дітей боярських (наприклад, село Соломін).

### Російська імперія та Радянський Союз
Поступове посилення Російської імперії, призвело до втрати козаками Дикого поля, своєї самостійності і включення їх до складу Російської армії. З XVI—XVII століття заселення басейну Сіверського Дінця йшло, переважно, під контролем російської влади. У цей період перебудовується фортеця Бєлгорода, будуються міста Харків, Ізюм, Луганськ, Чугуїв та інші. До XVIII століття Сіверський Донець грав роль захисної лінії від набігів кочівників з південного сходу. Кожне з міст, заснованих на Сіверському Дінці, повинне було будувати захисні споруди за планами, що затверджувалися в Москві. Поступово з розширенням території Російської імперії, особливо після завоювання Криму, захисна роль Сіверського Дінця поступилася місцем економічним потребам.
У XVII—XIX століттях річка інтенсивно використовувалася для роботи водяних млинів. До кінця XVIII століття кількість млинів на Дінці вже обчислювалася сотнями, а млинові греблі остаточно позбавили можливості використовувати Сіверський Донець для судноплавства,
яке до середини XVIII століття було можливим до міста Змієва.
З XIX століття починається індустріалізація Російської імперії, яку продовжив Радянський Союз. Промисловців, переважно, цікавив Донбас як джерело корисних копалин. У Харкові, Луганську, Донецьку та інших містах виникають сотні промислових підприємств, які починають споживати воду Сіверського Дінця. Для виплавки 1 тонни чавуну потрібно 30 м³ води, 500 м³ води потрібно для кожної тисячі кіловат-годин електроенергії, навіть для кожної тонни видобутого вугілля потрібна тонна води. До тридцятих років XX століття Харкову і Донецьку вже катастрофічно не вистачає прісної води, що змушує владу поступово створити цілу мережу каналів і водосховищ. Таким чином, на багатьох своїх ділянках Сіверський Донець втрачає свою природну чарівність, втрачає велику частину своєї фауни і перетворюється в промисловий придаток.
В адміністративному поділі СРСР територія Дикого поля переважно належала до Української республіки, а після розпаду СРСР увійшла до складу України. Це було пов'язано з етнічним домінуванням українців у регіоні на початку XX століття.

### Російсько-українська війна

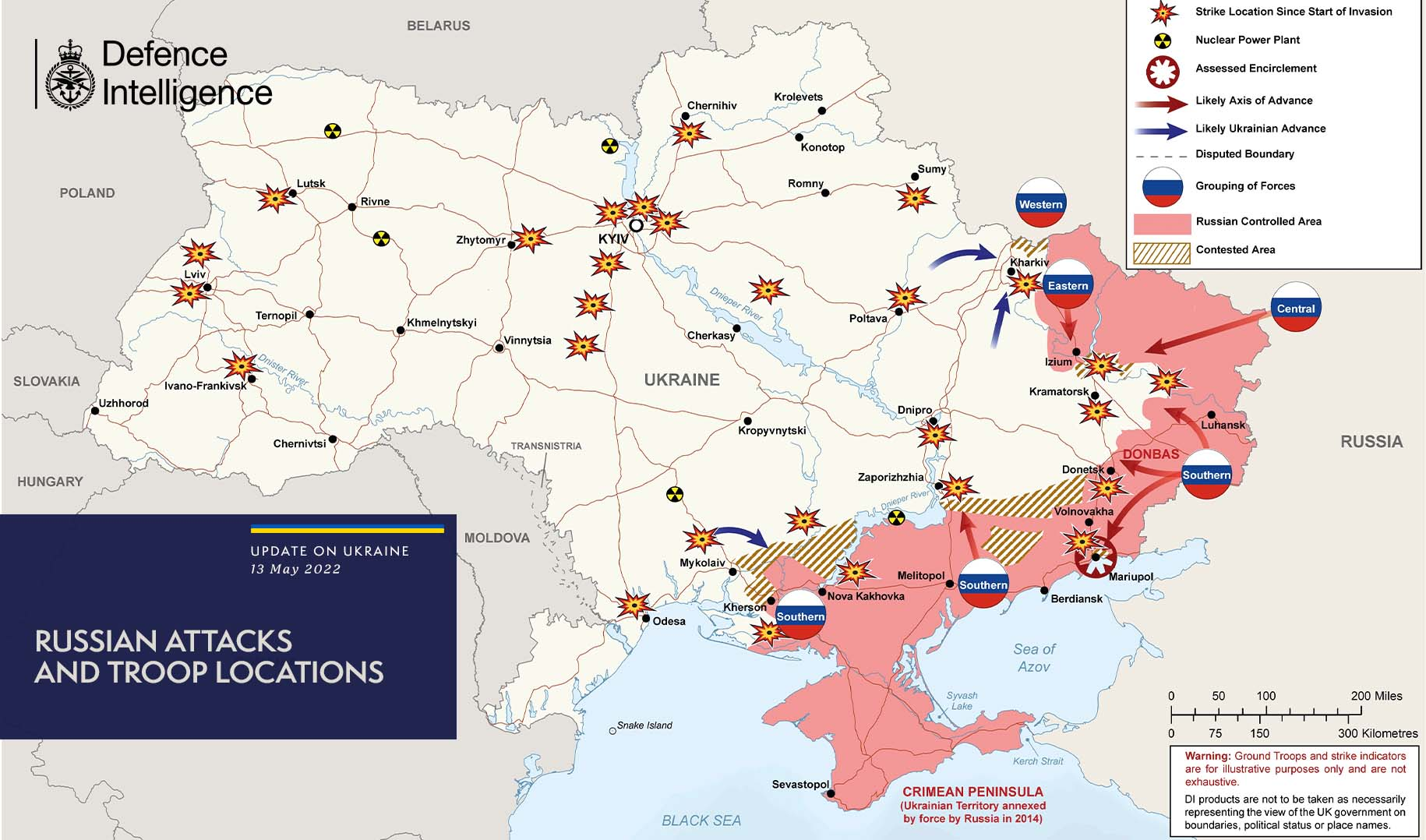
Лінія фронту за даними Британського міністерства оборони станом на 13 травня 2022 року

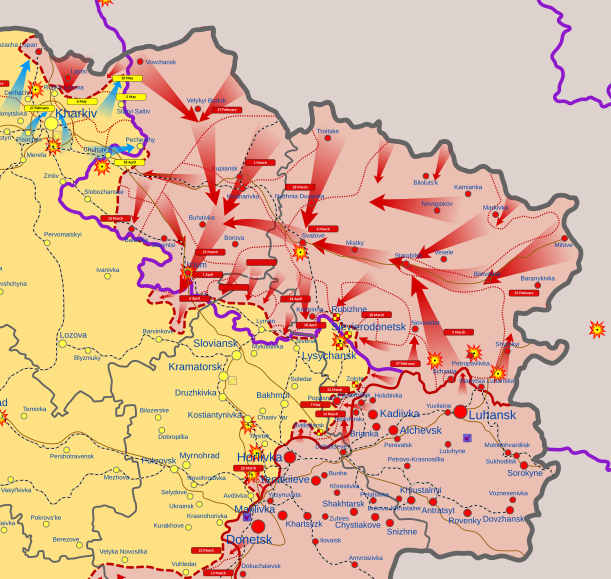
Лінія фронту станом на 13 травня, річку Сіверський Донець виділено темно блакитним кольором

Сіверський Донець служив істотною природною перепоною на шляху російських окупантів з півночі (території Росії) на південь, на українську Донеччину. Стратегічне значення на цьому шляху мало місто Ізюм (адже тут іще знаходиться і найвища точка Харківської області — гора Крем'янець, 218 над рівнем моря, 150 над рівнем річки).
Вже станом на шосте березня частини міста Ізюм були захоплені російськими окупантами, у місті на той час уже були підірвані всі автомобільні мости через річку, залишався тільки пішохідний міст. Однак містянам доводилось пішки, по руслу річки, йти понад 10 км для виходу з-під окупації.
Станом на перше квітня ворог утримував контроль над містом та навів понтонні переправи через річку.
Ворожі понтонні переправи були неодноразово розбиті українськими захисниками. Так, наприклад, на початку травня російські окупанти на Луганщині перейшли річку Сіверський Донець біля селища Білогорівка (імовірно тут: 48°57′08″ пн. ш. 38°13′43″ сх. д. / 48.952268° пн. ш. 38.228645° сх. д.), але українські війська 8 травня знищили їхню понтонну переправу.
Ця переправа могла дати можливість росіянам перерізати трасу Т 1302 на Бахмут та відрізати міста Лисичанськ і Сєвєродонецьк.
Іще одна переправа була наведена поблизу Дронівки (48°56′19″ пн. ш. 38°03′37″ сх. д. / 48.938486° пн. ш. 38.060246° сх. д. або 48°56′18″ пн. ш. 38°03′36″ сх. д. / 48.938332° пн. ш. 38.059901° сх. д.).
Українським військовим вдалось знищити на цій переправі новітню БМП-1АМ «Басурманин» (у кількості 2 одиниць), інженерну машину ІМР-2, вантажну амфібію ПТС, три плавмости ПП-2005, знешкоджено буксирно-моторний катер БМК-460.
Та все ж певна кількість російських військовиків змогла дістатись другого берега річки, де по них також ударила українська артилерія.
Нарешті, 12 травня 2022 року з боку ворога була спроба переправити цих військових назад, але вона також зазнала невдачі: переправа була розбита, росіянами втрачено до 70 одиниць різної військової техніки, в тому числі БМД та БТР-Д, інженерні машини тощо. Найбільші втрати зазнала 74 окрема мотострілецька бригада ЗС РФ.
Станом на 9 травня точились запеклі бої в Рубіжному та Білогорівці.

## Тваринний світ
- див. також: Фауна Придінців'я
- див. також: Птахи басейну Сіверського Дінця

### Риби

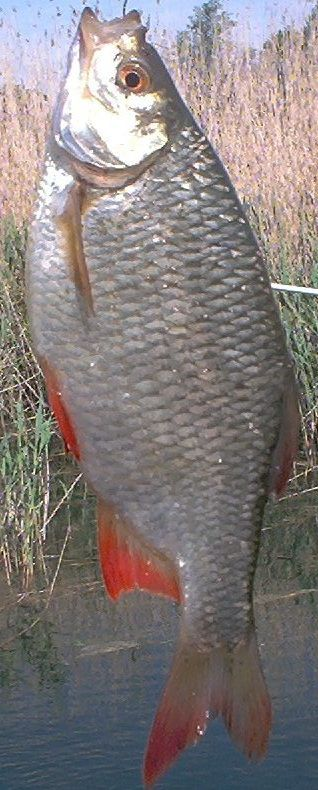
Краснопірка

У Сіверському Дінці водиться 41 вид риб. Водночас забруднення річки і сильне рекреаційне навантаження призвели до суттєвого зменшення рибних запасів річки. Найпоширеніші дрібні види риби: окунь, плітка, краснопірка, а серед середніх і великих видів (лящ, судак, сом, щука) останнім часом (2000-ні роки), великі рибини зустрічаються дедалі рідше.
У зоні Печенізького водосховища з 1967 року дотепер успішно працює великий риборозплідник, в якому вирощується короп. Лов риби для вживання у їжу в Сіверському Дінці нижче впадання річки Казенний Торець є небезпечним через сильне забруднення річки.

### Земноводні та плазуни
На берегах річки, в заплавних болотах можна зустріти жабу озерну, кумку, тритонів звичайного і гребінчастого, рідше зустрічаються вуж звичайний та водяний, а також черепаха болотна. Одним з найпоширеніших видів тварин, що мешкають поблизу Сіверського Дінця, є, безсумнівно, ропуха зелена. Ці амфібії мешкають не лише уздовж берегів, але часто поширені й на нерозораних луках в басейні річки.

### Ссавці
В басейні Дінця можна зустріти різноманітних ссавців. З ряду гризунів тут водяться: бобер європейський, тушкан великий, ховрахи (два види), різні види дрібних мишоподібних з родин мишові та щурові; з видів ряду хижих тут поширені: видра річкова, норка європейська, ласка мала, тхір лісовий. З оленеподібних зараз звичайними є сарна європейська та свиня дика.
Кажани широко поширені в басейні річки, і тут відомо до 10 видів, у тому числі пергай донецький, нічниця водяна, вухань бурий, нетопир пігмей та інші.
На жаль, діяльність людини, головним чином розорювання степів, привела до зникнення раніше поширених в басейні Сіверського Дінця таких звірів, як: тарпан, сайгак, бабак степовий, тхір степовий та інших. Ще в 1960-70-ті роки в заплаві (переважно біля річки Оскіл) зустрічалися бабаки, а у деяких старицях можна було зустріти хохулю.

### Птахи

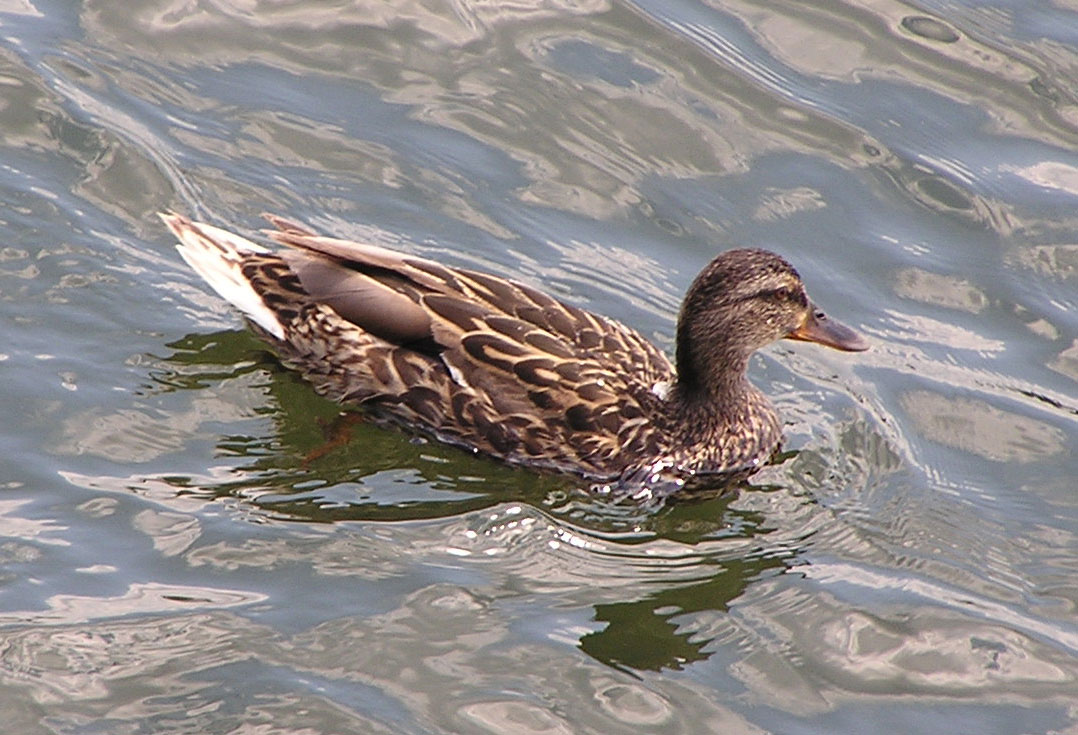
Крижень

За останні 100—150 років кількість видів птахів, що мешкають в басейні Сіверського Дінця, різко скоротилося. Зникли такі раніше поширені види як степовий орел, дерихвости, крічетка, стрепет, чорні та білокрилі жайворонки. Перестали гніздитися сіра гуска, орел беркут, сокіл сапсан, сокіл балабан, скопа, журавель степовий. Ці зміни, переважно, викликані знищенням лісів, особливо вікових дібров, які колись росли по берегах Сіверського Дінця.
Створення штучних лісосмуг в шістдесяті роки, в тому числі по берегах Сіверського Дінця, привернуло в басейн річки різних комахоїдних птахів, які раніше тут не зустрічалися: горлиць, сорок і сорокопудів. Серед найбільш поширених птахів у долині річки — кілька видів качок, а також сіра ворона, норці, велика очеретянка. Рідко зустрічаються чаплі, білі лелеки. Під час сезонних міграцій можна також побачити деякі види перелітних птахів: сіру гуску, гуменника та інших.
Долина Сіверського Дінця підтримує існування популяцій деяких рідкісних видів птахів. Досить високою є чисельність орлана-білохвоста, сірого журавля, лучного луня.
- див. також: Птахи басейну Сіверського Дінця

## Рослинний світ
Раніше уздовж Сіверського Дінця росли вікові дуби, що були вирубані в XVIII—XIX століттях. Є відомості про те, що ще Петро I використовував ліс з берегів Сіверського Дінця для будування кораблів, що брали участь у російсько-турецьких війнах. Також переважна більшість луків уздовж берегів річки, на яких росли сотні видів різноманітних диких трав, були розорані до XX століття. Останнім часом збереглася лише мінімальна частина колишніх дубів, головним чином в Харківській області.
Північніше Ізюма, де проходить межа степу та лісостепу, ще збереглися заплавні широколистяні ліси, а також соснові ліси в районі Чугуєва. Велика кількість видів диких рослин збереглася поблизу меандрових боліт — тут можна зустріти вербу, пухнасту березу, вільху, крушину ламку. Вздовж річки поширений очерет, хвощ болотний, осока, кізляк китицеквітний, вовче тіло болотне та інші види трав.

## Екологія
Будучи однією з найбільших річок України, Сіверський Донець дуже інтенсивно використовується в господарстві. Щорічно лише на території Україні використовується більше 2 км³ води Сіверського Дінця, з яких половина повертається у вигляді забруднених скидів, що еквівалентно скороченню стоку на 32 м³/з. Таким чином, 20 % стоку Сіверського Дінця безповоротно витрачається, а ще 20 % сильно забруднюється, при тому що для інших великих річок Україні цей показник не перевищує 5 %.
Сіверський Донець сильно постраждав ще в XVIII столітті, коли були вирубані вікові дуби, що росли уздовж його русла. В XIX столітті розробка корисних копалин Донбасу знизила рівень підземних вод. Разом, ці два чинники привели до обміління річки і припинення судноплавства. З п'ятдесятих років XIX століття загальна довжина річки скоротилася на 20 км. До середини XIX століття в Сіверському Дінці було багато риби (сом європейський, судак звичайний, щука звичайна, лящ, короп звичайний), однак систематичне забруднення річки та її приток відходами та відпрацьованими водами призвело до різкого скорочення фауни річки. Індекс забруднення води (ІЗВ) коливається за течією Дінця від IV (забруднена) до V (брудна). Основні забруднюючі речовини — добрива, нафтопродукти, феноли, цинк, мідь. На території Харківської області вода забруднена відходами промислових підприємств Бєлгорода і Шебекіно, стічними спорудами Харкова (через річку Уди), Харківської ГРЕС-2 (селище Есхар), підприємствами Балаклії та Ізюма, але частково очищається Печенізьким водосховищем. В Донецькій та Луганській областях щільність промислових підприємств різко зростає, і різко збільшується забруднення Сіверського Дінця. Особливо забрудненим Донець стає після Лисичанська та Сіверськодонецька (430 км від гирла). Деякі притоки Сіверського Дінця (Казенний Торець, Бахмутка, Лугань) настільки забруднені, що в них небезпечна навіть рибна ловля.
Найчистіші ділянки Дінця — від витоку до Бєлгорода і від Печеніг до Чугуєва. Мінералізація води в Сіверському Дінці становить 650—750 мг/л, а в зимовий час досягає 1000 мг/л, що, головним чином, викликане скидами відпрацьованих вод промислових підприємств.

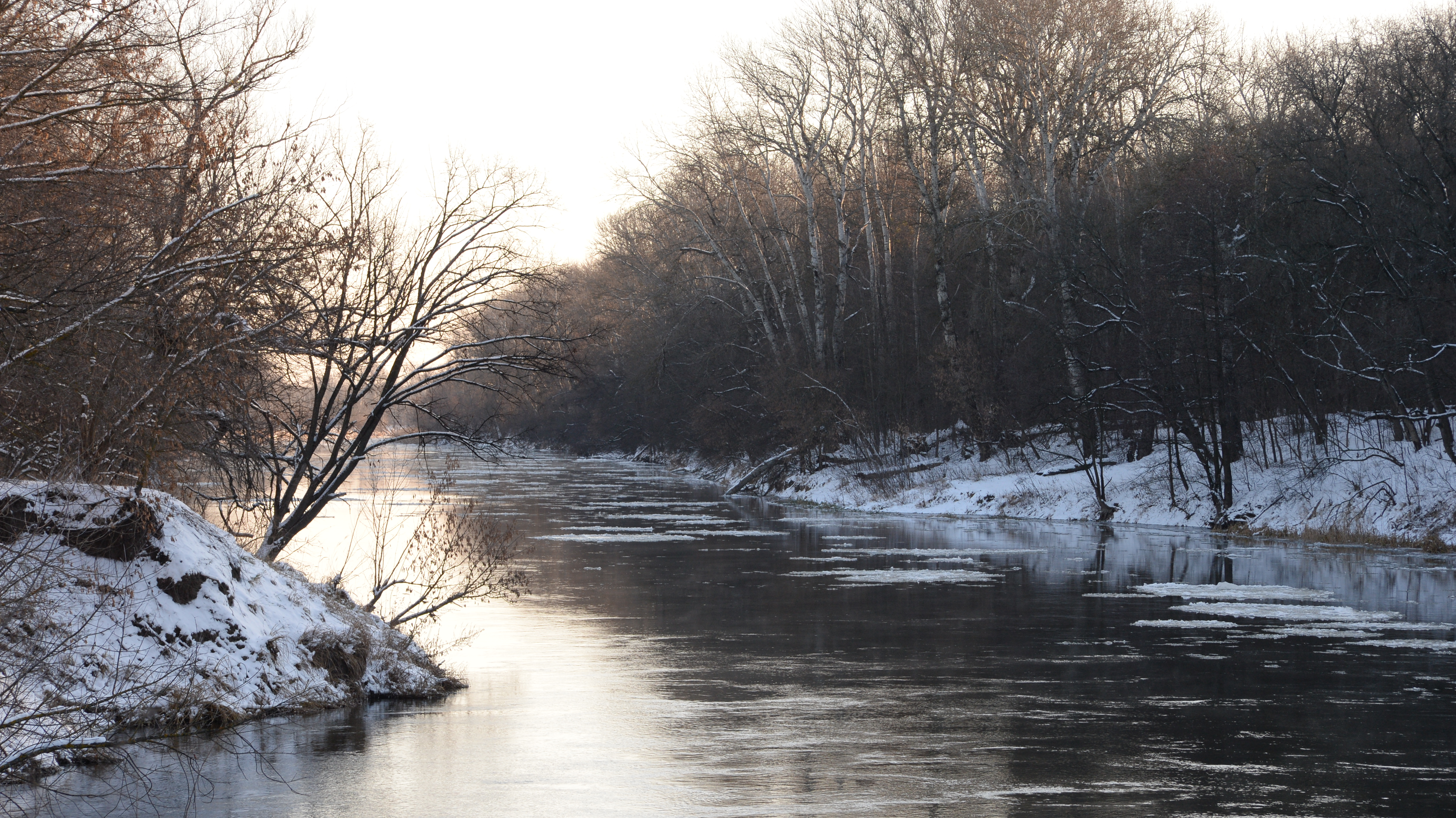
Сіверський Донець поблизу села Яремівка

За деякими даними, у січні 2014 року Сіверський Донець не замерзав при морозах до −300C. Це теж пояснюють вкрай сильним забрудненням води. Подібне явище спостерігалося 2006 року.
24 жовтня 2013 року було прийнято рішення проводити на державному рівні єдиний моніторинг стану водних ресурсів басейну Сіверського Дінця. У нараді в Луганську, на якій було прийнято це рішення, взяли участь Голова Державної екологічної інспекції України Павло Жила, Міністр екології та природних ресурсів України Олег Проскуряков, Міністр регіонального розвитку, будівництва та житлово-комунального господарства України Геннадій Темник, голова Державного агентства водних ресурсів України Василь Сташук, представники облдержадміністрацій Харківської, Донецької та Луганської областей, центральних і регіональних зацікавлених органів.
На правому березі річки розташована філія Українського степового природного заповідника Крейдова флора та національний природний парк Святі Гори.

## Донець у культурі

### День Сіверського Дінця
Починаючи з 2007 року Сіверсько–Донецьким басейновим управлінням водних ресурсів спільно з громадською організацією «Сіверський Донець — відродження» у рамках реалізації другої фази європейського проєкту TACIS в басейні річки Сіверський Донець була започаткована традиція щороку відзначати День Сіверського Дінця:
- 12 вересня 2007 року, м. Слов'янськ,
- 11 грудня 2008 року, м. Слов'янськ, під гаслом «Життя річки — в твоїх руках»,
- 10 вересня 2009 року, м. Слов'янськ, під гаслом «Екологія природи — екологія душі»,
- 16-17 вересня 2010 року, м. Артемівськ (зараз — Бахмут), під гаслом «Сіверський Донець — річка без кордонів»,
- 22 вересня 2011 року, м. Слов'янськ, під гаслом «Сіверський Донець — річка нашого життя»,
- 12 грудня 2012 року, м. Харків, в рамках заходів до «Дня Сіверського Дінця» були проведені акції з благоустрою прибережних захисних смуг річок та водойм, висадка дерев, прочитані лекції та проведені екскурсії для навчальних закладів Харківської, Донецької та Луганської областей,
- 18 грудня 2013 року, м. Слов'янськ,
- 26 листопада 2014 року, м. Слов'янськ, під гаслом «Сіверський Донець — ріка для життя»,[49]
- 8 жовтня 2015 року, м. Слов'янськ, під гаслом «Сіверський Донець — спільна справа влади і громади»,[50]
- 20 жовтня 2016 року, м. Слов'янськ, під гаслом «День Сіверського Дінця — 10 років спільних дій»,[51]
- 22-23 вересня 2017, м. Слов'янськ, під гаслом «День Сіверського Дінця — діалог заради майбутнього»[52][53]

## Галерея

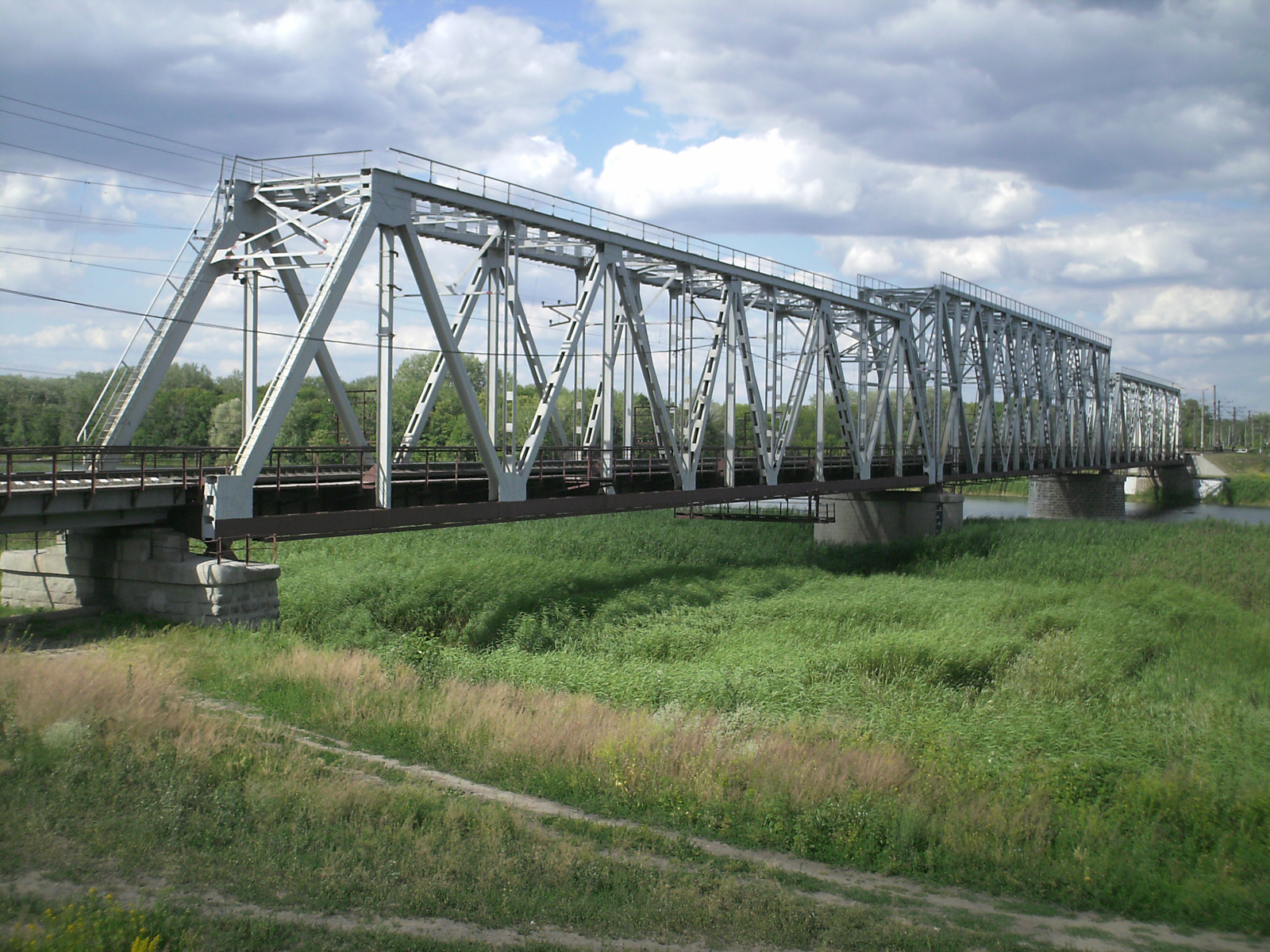
Залізничний міст на перегоні Слов'янськ — Лиман.
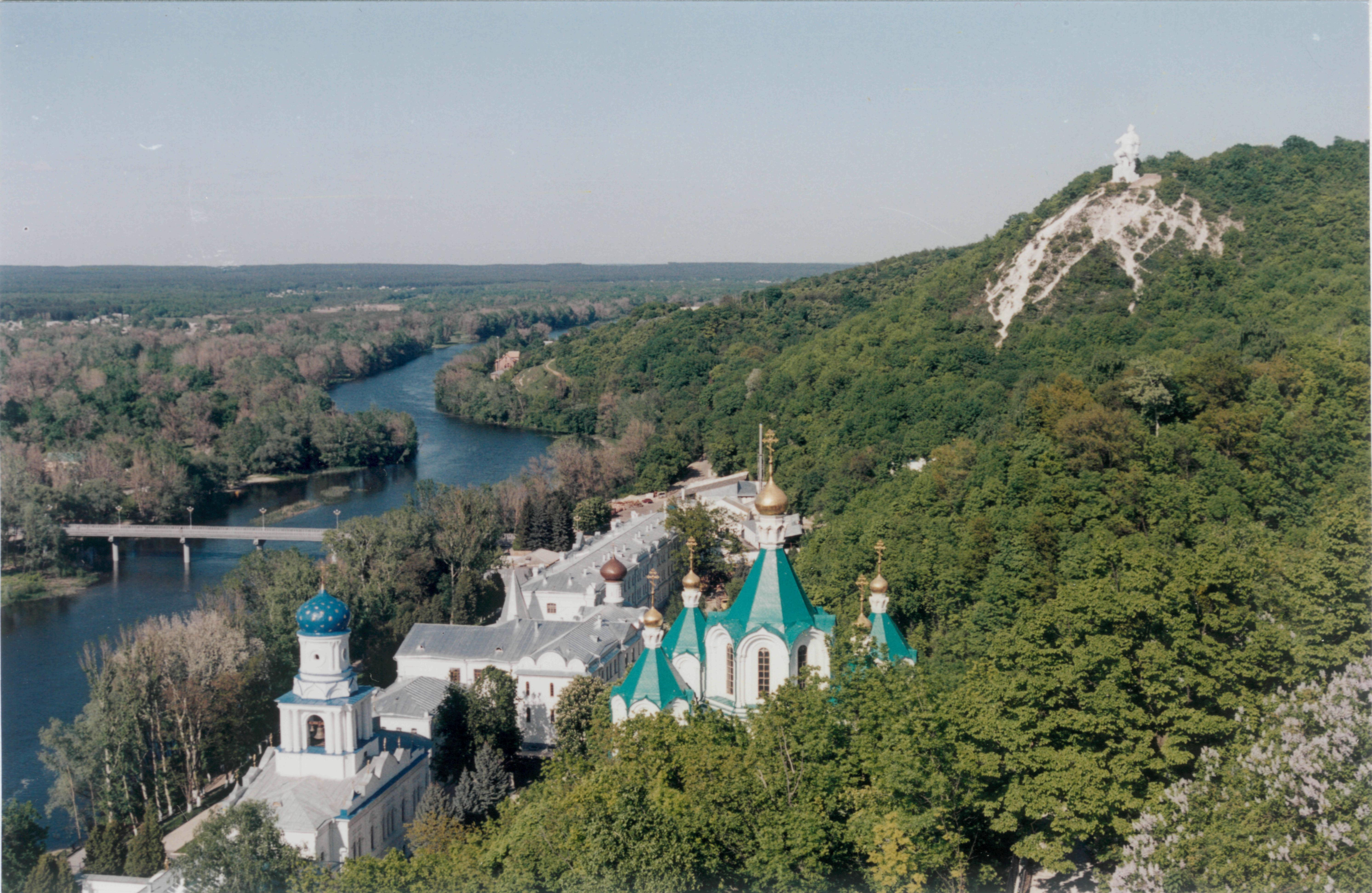
Сіверський Донець і Святогірська лавра.
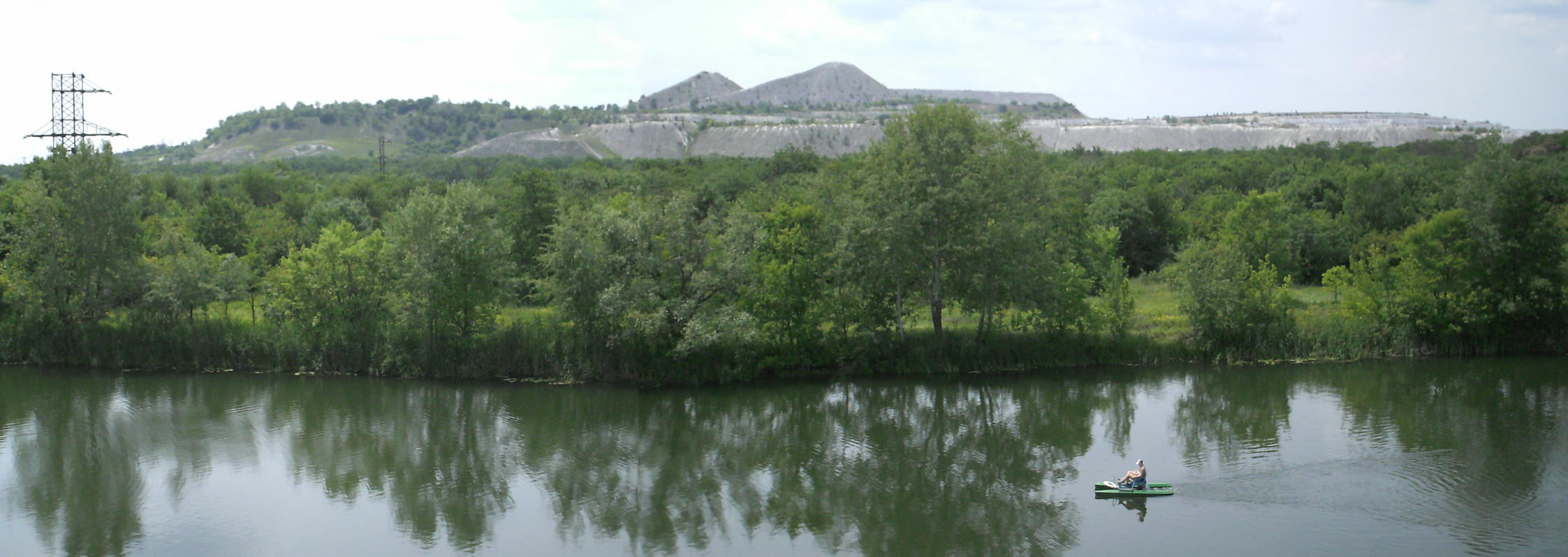
Крейдяні терикони поблизу Райгородки Краматорського району
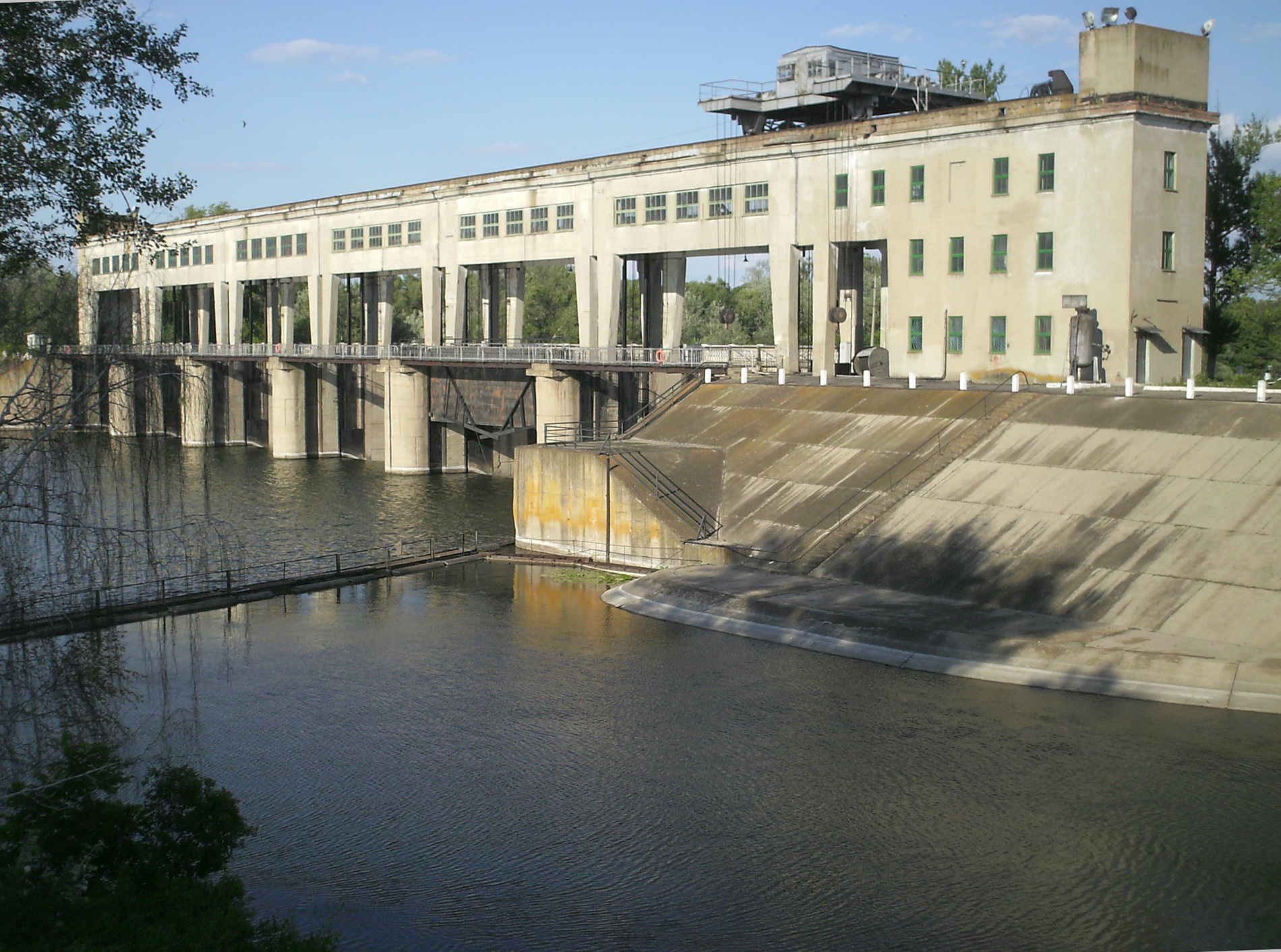
Гребля на початку каналу Сіверський Донець — Донбас
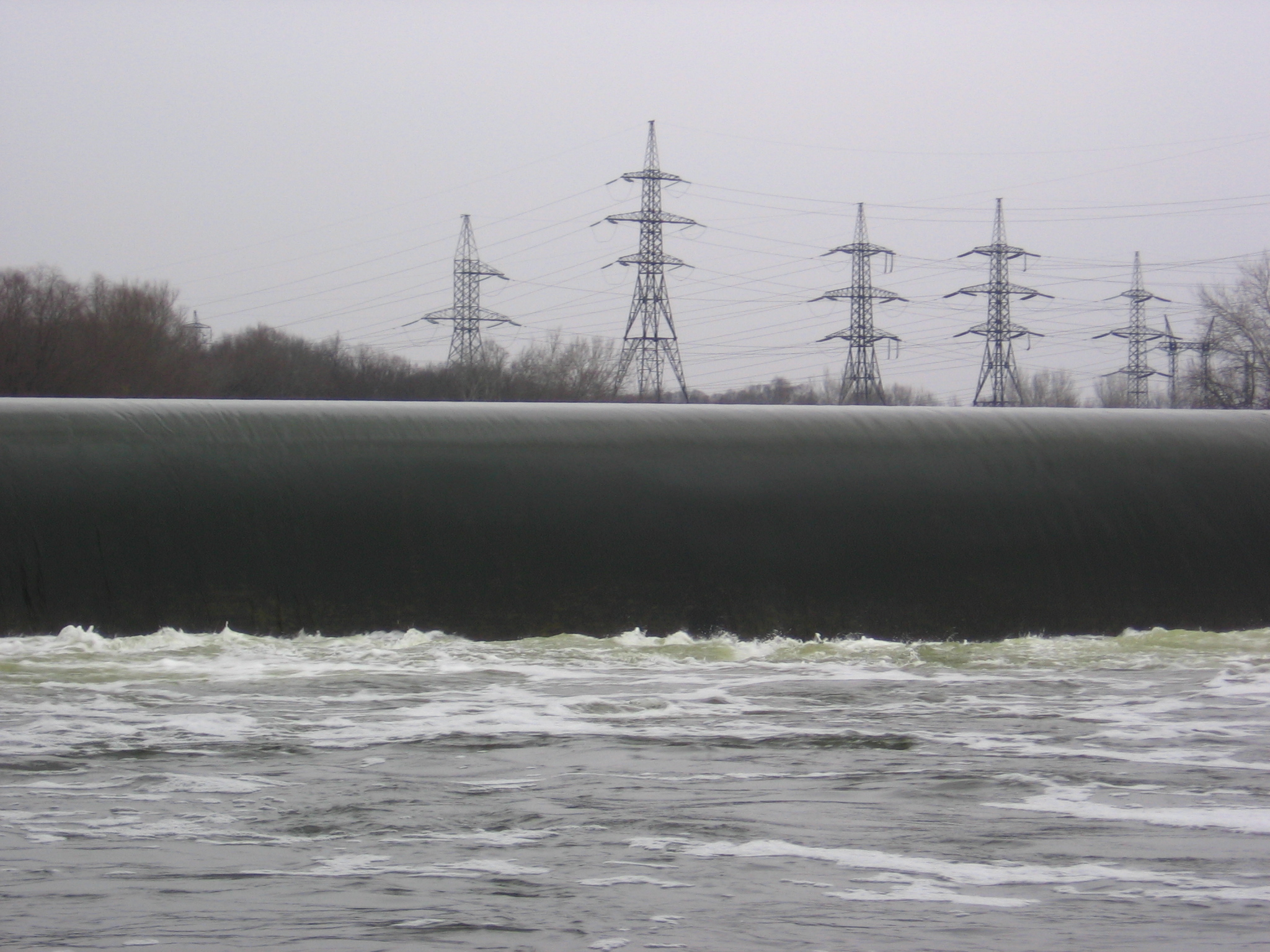
Дамба Луганської ТЕС біля міста Щастя
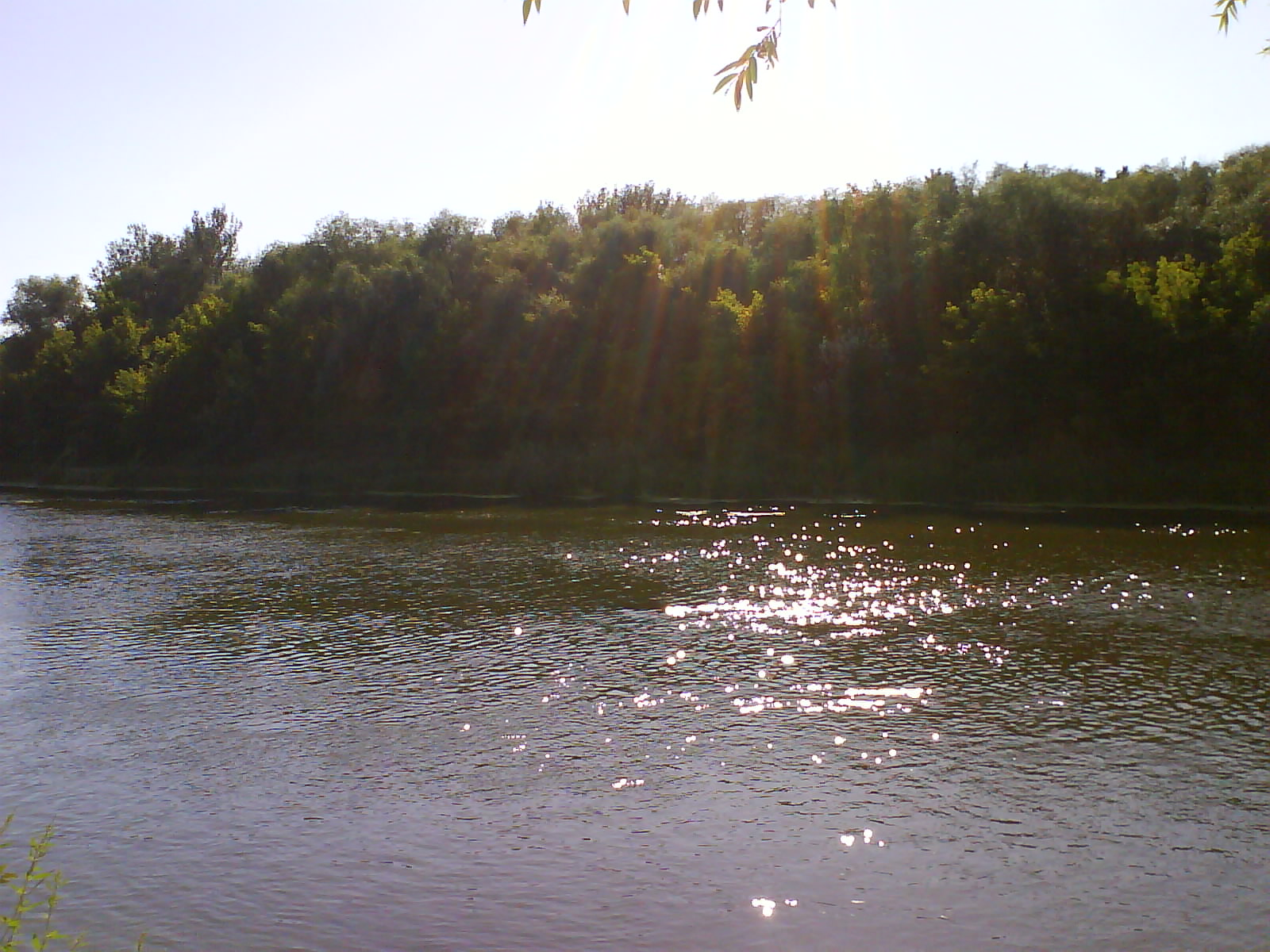
Сіверський Донець перед с. Дронівка Бахмутського району
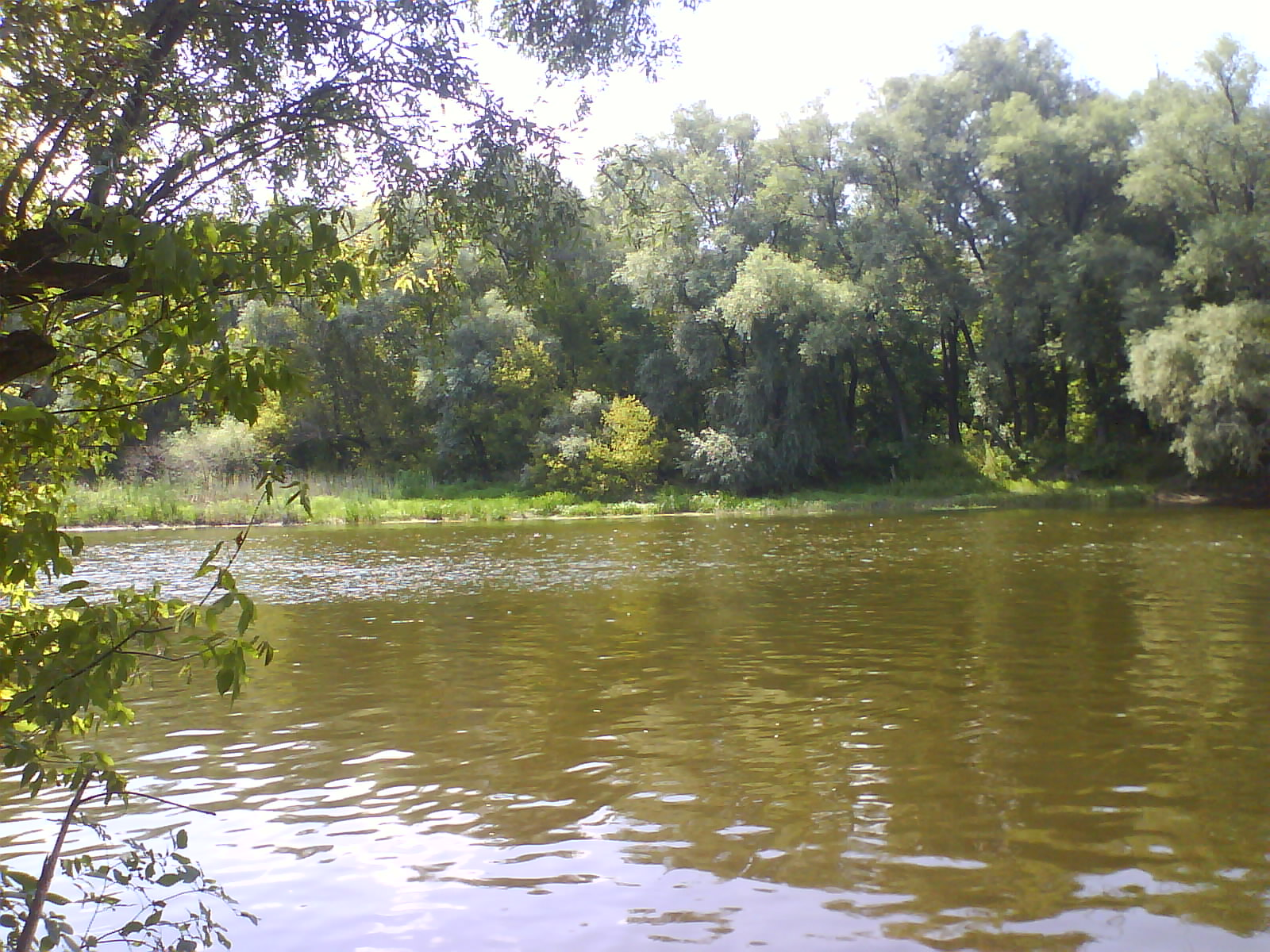
Сіверський Донець перед с. Дронівка
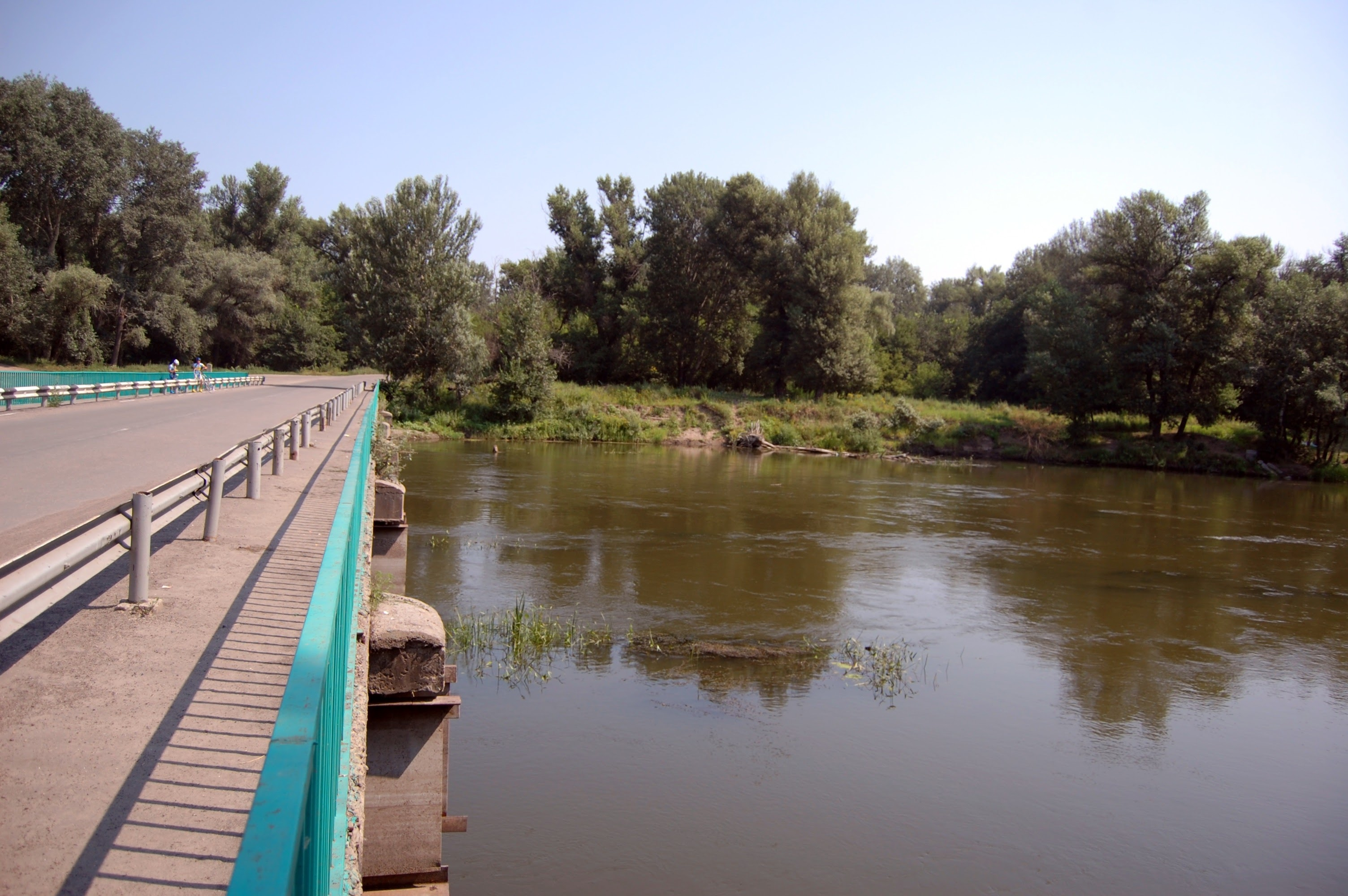
Томашовський міст, м. Новодружеськ Сіверськодонецького району
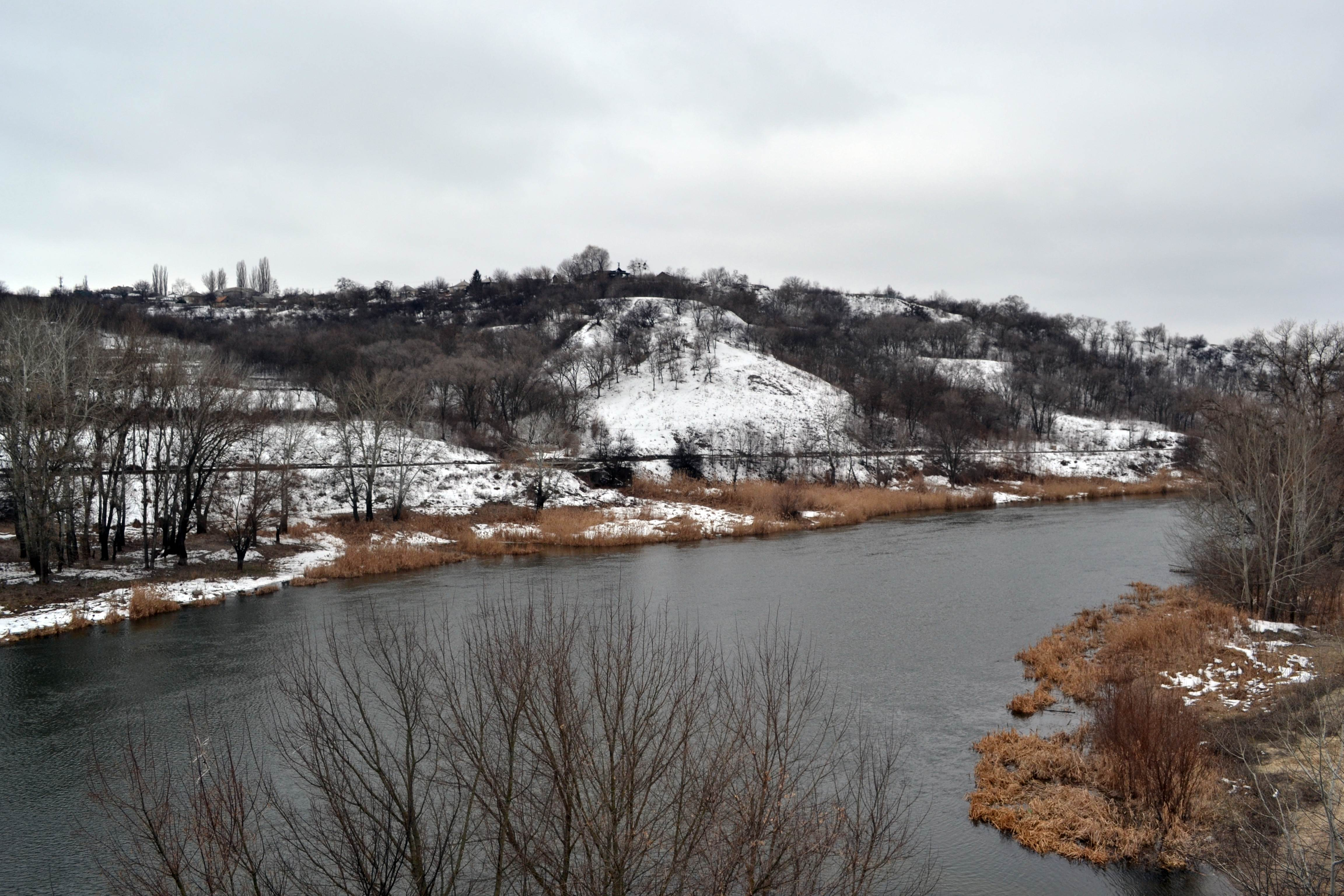
Сіверський Дінець поблизу Лисичанська
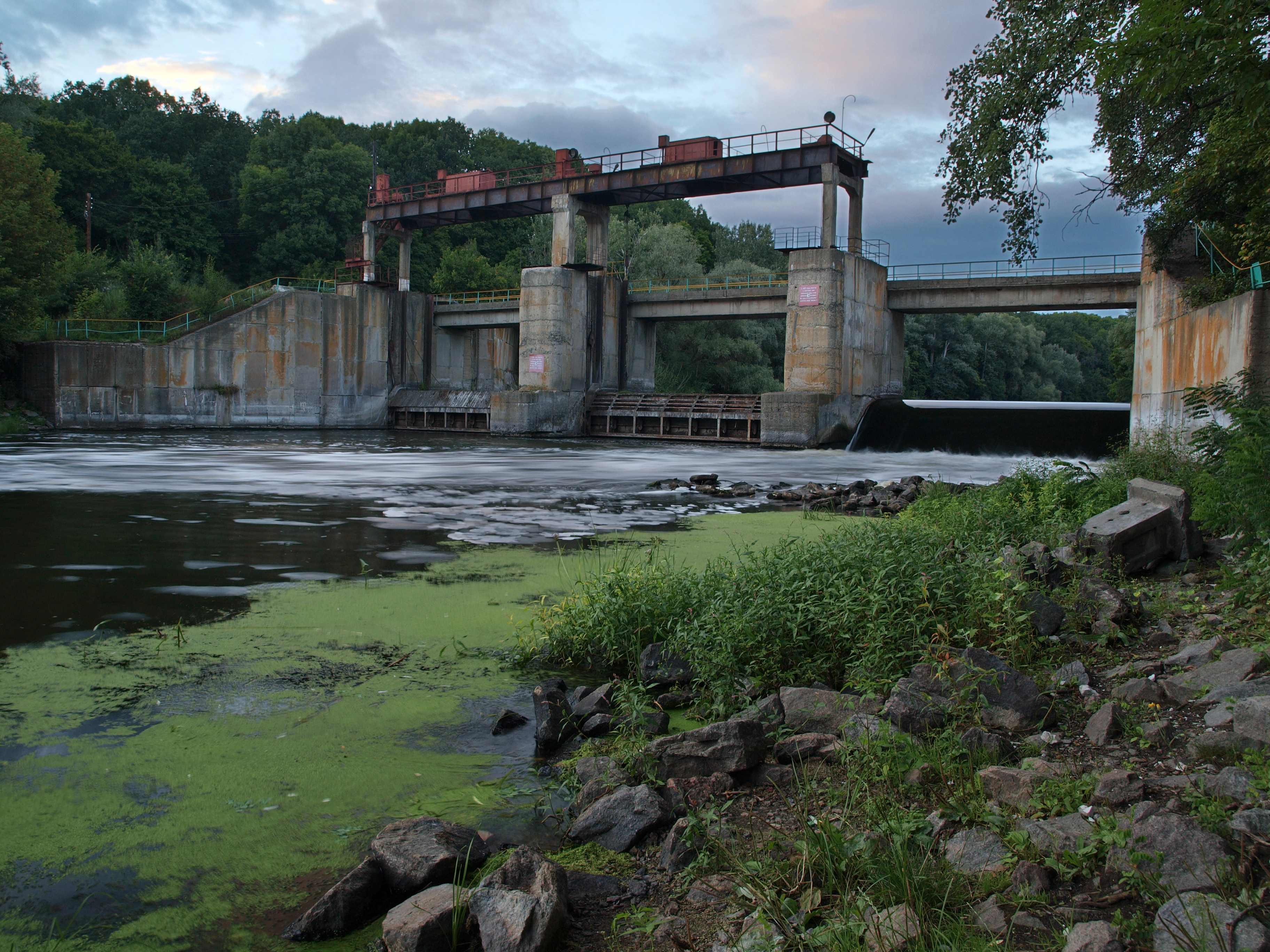
Гребля на річці поблизу Есхару
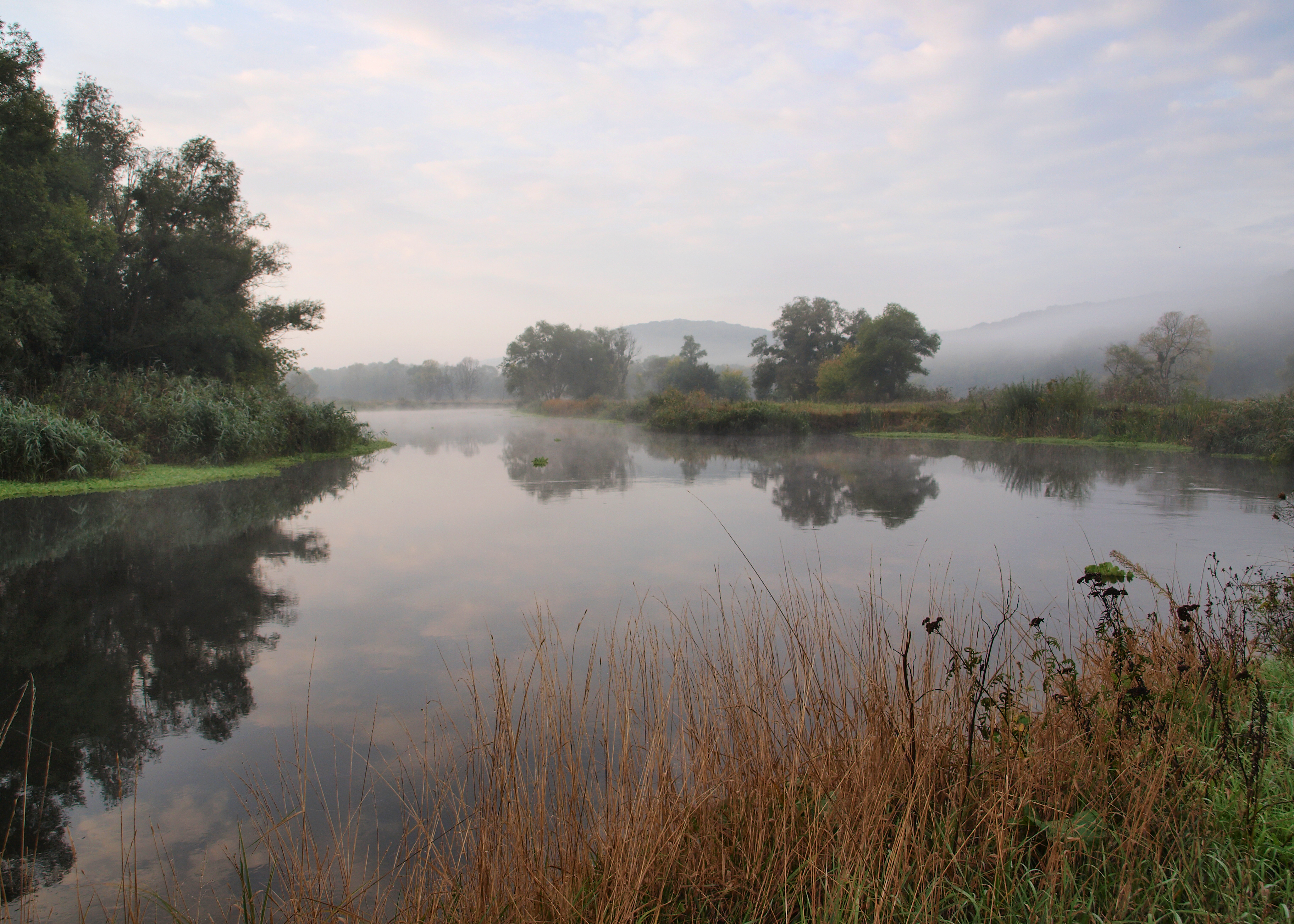
Донець біля села Гайдари
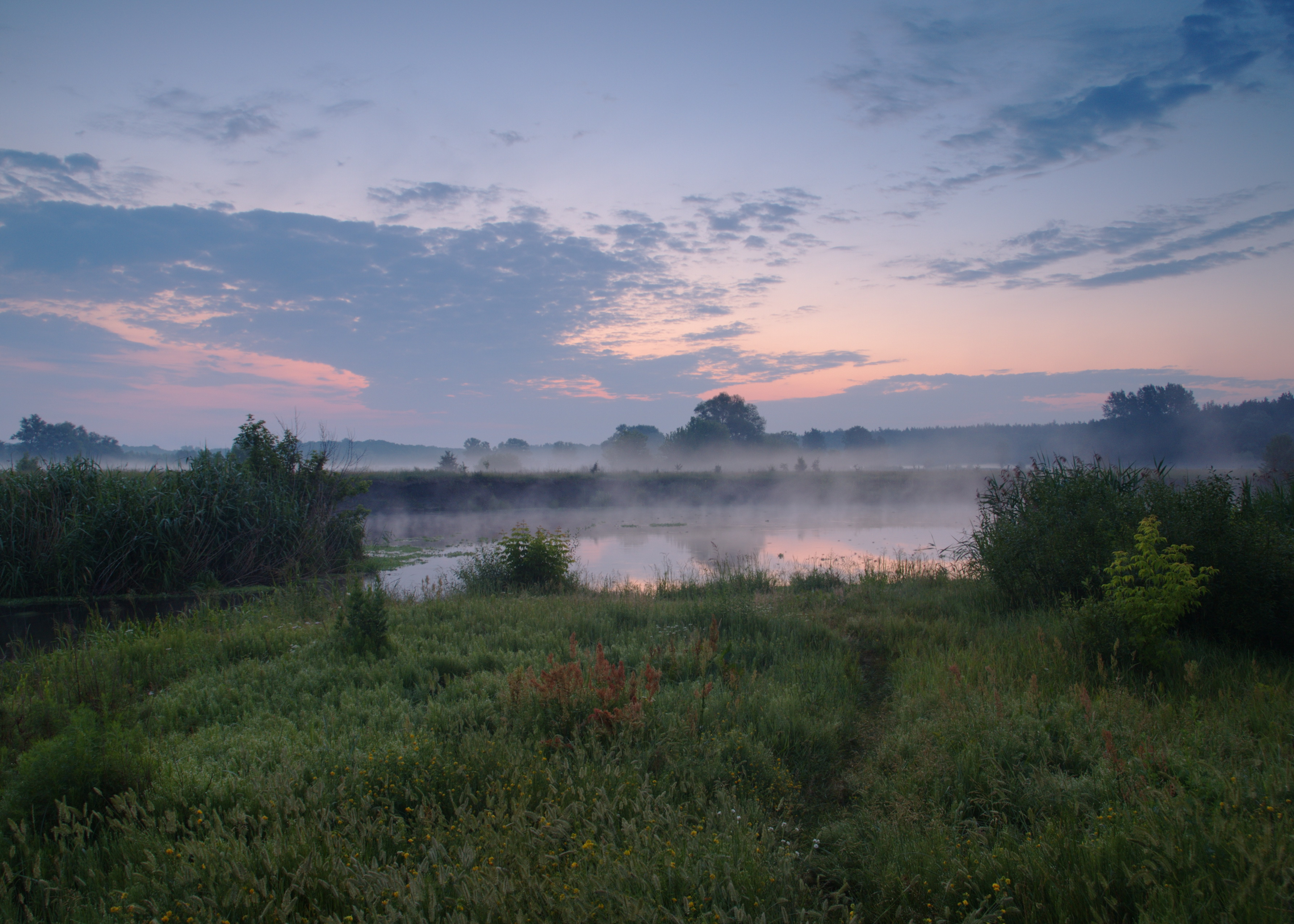
Донець поблизу села Мохнач

## Відеоматеріали
- Відеоролік про Яремівський природний резерват.